# Eberhard Braun
Eberhard Braun (* 2. Mai 1941 in Stuttgart; † 26. April 2006 in Heilbronn) war ein deutscher Philosoph, marxistischer Theoretiker und Professor für Philosophie an der Universität Tübingen.

## Leben
Eberhard Braun studierte Philosophie, Politikwissenschaft und Germanistik an der Universität Tübingen und promovierte dort 1972 über Fichtes Wissenschaftslehre. 1979 folgte die Habilitation über die „Aufhebung der Philosophie. Marx und die Folgen“ an der Universität Tübingen. 1974 heiratete er Dorothea Braun-Ribbat, lebte mit ihr in Heilbronn und lehrte als außerplanmäßiger Professor in Tübingen. Er war u. a. Mitglied des Vorstandes der internationalen Ernst-Bloch-Gesellschaft und der Ernst-Bloch-Assoziation. Im August 1983 erlitt er einen Schlaganfall, konnte ab dem Sommersemester 1984 mühevoll, aber erfolgreich seine Lehrtätigkeit bis zum Lebensende wieder aufnehmen. Er ist beigesetzt auf dem Tübinger Bergfriedhof. Sein wissenschaftlicher Nachlass wird im Stadtarchiv Heilbronn aufbewahrt. Der umfangreiche Buchbestand ging als Schenkung an die neu erbaute Universität Herat in Afghanistan und bildet dort als Eberhard Braun Library den Grundstock der Bibliothek.
Zu seinen Schwerpunkten zählten u. a. Theorien der bürgerlichen Gesellschaft, Theorien des Alltagslebens, Geschichte der Metaphysik, praktische Philosophie, Ästhetik, Antike (v. a. Aristoteles), deutscher Idealismus (insbesondere Hegels „Phänomenologie des Geistes“), Kritische Theorie und die systematische Rekonstruktion des Marxschen Werks, v. a. der Warenanalyse.
U.a. in seinem Werk „Grundrisse einer besseren Welt. Zur politischen Philosophie der Hoffnung“ arbeitete er die Aktualität Ernst Blochs heraus, dessen Schüler und Assistent er in Tübingen war, untersuchte die Utopiepotenziale der zeitgenössischen Gesellschaft und setzte sich kritisch mit den Schriften von Georg Lukács auseinander. Demokratie erhob er aus der starren Form eines politischen Systems zur Lebensform. Eberhard Braun gehörte zu den markanten und eigenständigen Denkern der Tübinger Philosophie.

## Schriften (Auswahl)
- Die Rose am Kreuz der Gegenwart: Ein Gang durch Hegels Phänomenologie des Geistes, hrsg. v. Matthias Mayer, Christian Palmizi, unter Mitarbeit v. Irene Scherer, Talheimer Verlag 2014
- Verkehrung statt Verdinglichung – Marxens Wertformanalyse im Blick auf „Geschichte und Klassenbewusstsein“ kritisch, in: Lukács-Jahrbuch 2000, S. 51–94
- Aufhebung der Philosophie. Marx und die Folgen, Metzler Verlag Stuttgart u. Weimar 1993
- Die transzendentale Selbstreflexion des Wissens. Gegenstand und Methode der Wissenschaftslehre J. G. Fichtes, Phil. Diss., Tübingen 1972 (Schneider Verlag Stuttgart)
- mit Felix Heine, Uwe Opolka: Politische Philosophie. Ein Lesebuch. Texte, Analysen, Kommentare. (= Rowohlts Enzyklopädie.) Reinbek bei Hamburg 1984 und öfter, Neuausgabe 2008.
- Auf den Flügeln des Kapitals. Marxens Darstellungen der kritischen Philosophie der Warenform. Kommentar – Kritik – Konstruktion, 1987
- Grundrisse einer besseren Welt. Beiträge zur politischen Philosophie der Hoffnung, Talheimer Verlag Mössingen/Talheim 1997

## Ehrungen
- Die Geschichtlichkeit des Utopischen. Für Eberhard Braun, hrsg. v. Reinhard Brunner und Franz-Josef Deiters, St. Ingbert: Röhrig Universitätsverlag, 2001.